# Шён, Вильгельм фон
Барон Вильгельм Эдуард фон Шён (нем. Wilhelm Eduard Freiherr von Schoen; 3 июня 1851, Вормс — 24 апреля 1933, Берхтесгаден) — немецкий дипломат, барон. Статс-секретарь министерства иностранных дел Германии (1907—1910).

## Биография
Был самым младшим сыном фабриканта и президента Торговой палаты Вормса Иоганна Августа Шёна (1821—1856). После преждевременной смерти отца мать вышла замуж за своего шурина, художника Фридриха Вильгельма Шёна. Семья переехала в Берхтесгаден.
В 1885 году Вильгельм Эдуард Берта женился на Фрейне де Груте, дочери бельгийского посла Шарля де Грута. В браке родились двое детей, один из которых — дипломат Вильгельм Альбрехт фон Шён.
Начинал карьеру по военной линии в качестве драгунского офицера, но в 1877 году перешёл на службу в министерство иностранных дел Германской империи. В 1888—1894 году служил советником посла в дипломатическом представительстве правительства в Париже, в 1900—1905 годах занимал должность посла в Копенгагене. Также выступал придворным советником герцога Саксен-Кобурга Альфреда. 31 марта 1905 года сопровождал кайзера Вильгельма II во время его поездки в марокканский Танжер, что в конечном итоге привело к Первому марокканскому кризису.
Спустя несколько месяцев после Кровавого воскресенья (9 января 1905 г.) был назначен послом Германии в России и отправился в Санкт-Петербург. В 1907—1910 годах служил в Берлине статс-секретарём министерства иностранных дел, а затем был назначен послом Германии во Франции в 1910 году. На этом посту, который занимал в течение почти четырёх лет, его застала Первая мировая война. 3 августа 1914 года он вручил французским властям ноту об объявлении Германии войны и вместе со своими сотрудниками он бы вынужден вернуться на родину.

## Награды и звания
В 1885 году он был принят в гессенское дворянство, в 1909 году ему был пожалован титул барона.
За участие в подписании германо-французского соглашения по Марокко (1909) был награжден Большим крестом французского ордена «Почётного легиона».

## Сочинения
- «Национализм в жизни Третьей республики», Берлин, 1920. (соавтор)
- «Прожитое: вклад в политическую историю новейшего времени», Штутгарт 1921 (онлайн)
- «Мемуары посла. Вклад в политическую историю новейшего времени», Лондон, 1922,
- «Воспоминания» (1900—1914), Париж, 1922.
- «Германия и вопрос о чувстве вины», Берлин, 1924 год.
- «Маленький путеводитель по земле Берхтесгаденер», Берхтесгаден, 1925 год.
- «Немецкая декларация войны во Франции: вопрос о телеграммах. Премьер Пуанкаре против посла Шёна», США, 1927 год.